# 3 (アメリカのバンド)
3（スリー）は、アメリカ合衆国のロックバンド。ジャンルはプログレッシブ・ロック。
ニューヨーク州ウッドストックにて結成された。